# 三上亮 (ヴァイオリニスト)
三上 亮（みかみ りょう、 1976年10月30日 - ）は、茨城県水戸市出身、東京都葛飾区育ちのヴァイオリニスト。

## 来歴・人物
- 6歳頃から母の手ほどきによりバイオリンを始める。
- 9歳の第7回・霧島国際音楽祭から大学卒業までの13年間、景山誠治に師事。
- 1993年、両国高校在学中に第47回全日本学生音楽コンクール東京大会にて第2位。
- 1994年から4年間、水戸芸術館にて安永徹、市野あゆみによるデュオ・セミナー受講。
- 1995年、東京芸術大学に入学。在学中に安宅賞、第67回日本音楽コンクール第2位[1]・河合賞、いしかわミュージックアカデミー音楽賞等受賞。
- 1999年、同大学首席卒業[2]。アメリカ合衆国アスペン音楽祭に奨学金を得て参加し、ドロシー・ディレイに師事。サイトウキネン若い人の為の勉強会に参加。
- 2000年、小澤征爾音楽塾に参加。
- 2001年秋から2003年まで、安田クオリティオブライフ文化財団の助成をうけて、アメリカ合衆国メソディスト大学メドウズ音楽院留学。エドワード・シュミーダーに師事[3]。イ・パルピティ合奏団に参加し、ロサンゼルスの音楽祭に出演。ザルツブルク・モーツァルテウム・サマーアカデミー等に参加。
- 2004年秋からローム・ミュージック・ファンデーションの助成を受け、スイスローザンヌ高等音楽院でピエール・アモイヤルに師事[4]。
- 2004年、ブリテン国際ヴァイオリンコンクール特別賞[2]。
- 2005年、フォーバルスカラシップ・ストラディヴァリウス・コンクール第2位[2]。
- 2006年秋からは同時にメニューイン国際音楽アカデミーにて奨学金を得て、アルベルト・リシー[4]、リビュー・プルナル、ジェレミー・メニューヒンらに師事。
- フィリップ・グラファン、ラファエル・オレグ、クリストフ・リヒテル、ドミトリ・アシュケナージ等のソロ、室内楽のマスタークラスを受講。
- カメラータ・リシーのメンバーとして、室内楽でスイス国内を拠点に各地で演奏。
- 2007年9月にはルーマニア、ブカレストのエネスコ音楽祭に出演。
- アモイヤル率いるカメラータ・ローザンヌにも度々参加し、ヨーロッパ各地で演奏[3]。
- 東京シティ・フィル、東京交響楽団、ローザンヌ室内管弦楽団、芸大フィル、小田原室内合奏団等と協演、長野アスペン音楽祭、サイトウキネンフェスティバル、東京のオペラの森音楽祭、倉敷音楽祭、響ホールフェスティバルなどに出演。
- 2007年7月帰国。11月、札幌交響楽団コンサートマスターに就任[5]。
- 2011年10月末日をもって同楽団を退団[5]。
- ゲストコンサートマスターとして全国のオーケストラから招待される他、ヴィルタスクヮルテットの第１ヴァイオリン奏者を務める[2][3]。

## ディスコグラフィ
- ツィガーヌ（2008年10月）
- 奏 ─薫り立つフランス・ヴァイオリン音楽の詩情─（2013年2月）

## 主な出演

### ラジオ
- 朝クラ!（AIR-G' FM）（2007年11月11日放送）
- 名曲リサイタル（NHK-FM）（2008年1月31日収録、2008年2月16日放送）